# Caïdat de Bir Gandouz
Pour les articles homonymes, voir Bir Gandouz.
Le caïdat de Bir Gandouz est une circonscription administrative marocaine situé dans le cercle éponyme, lui-même situé dans la province d'Aousserd, au sein de la région administrative de Dakhla-Oued Ed Dahab. Son chef-lieu se trouve dans la commune de Bir Gandouz.

## Commune
Seul une commune rurale est rattachée au caïdat de Bir Gandouz : Bir Gandouz.

## Démographie
Selon les données communales des derniers recensements, la population du caïdat de Bir Gandouz est passée, de 1994 à 2004, de 253 à 3 894 habitants.